# Polygala longeracemosa
Polygala longeracemosa är en jungfrulinsväxtart som beskrevs av Joseph Marie Henry Alfred Perrier de la Bâthie. Polygala longeracemosa ingår i släktet jungfrulinssläktet, och familjen jungfrulinsväxter. Inga underarter finns listade i Catalogue of Life.